# Ruellia tubiflora
Ruellia tubiflora là một loài thực vật có hoa trong họ Ô rô. Loài này được Kunth miêu tả khoa học đầu tiên năm 1818.